# Guidette Carbonell
Guidette Carbonell, née à Meudon le 23 janvier 1910 et morte le 22 avril 2008 à Bioussac (Charente), est une céramiste, peintre et décoratrice française .

## Biographie
Née d'un père médecin d'origine catalane et d'une mère arménienne, Guidette Carbonell vient étudier la peinture à Paris. Elle suit, dès l'âge de 15 ans, les cours d'André Lhote à l'Académie de la Grande Chaumière. Elle entre à l'Académie Ranson, où elle suit les cours de dessin et de peinture de Roger Bissière. Elle complète sa formation à l'Académie scandinave dans l'atelier d'Othon Friesz. 
Elle expose au Salon d'automne de 1928 une vitrine contenant plusieurs vases et une assiette (gravure et émail).
En 1935, elle s'oriente vers la céramique aux côtés du céramiste catalan Josep Llorens i Artigas. En 1937, l'État français lui commande deux fontaines monumentales et un décor mural à l'occasion de l'exposition internationale des arts et techniques à Paris.
Guidette Carbonell épouse le sculpteur Emmanuel Auricoste en 1938. Cette même année, elle est invitée à effectuer un stage de trois mois à la manufacture de Sèvres où elle réalise une douzaine de pièces en grès.
Guidette Carbonell devient membre du Salon des artistes décorateurs en 1945 et reçoit le titre de chevalier des Arts et des Lettres en 1957.
Elle développe entre 1967 et 1989 une longue série de tapisseries composées de fragments de tissus collés et cousus. 
Son œuvre des années 30 jusqu'aux années 90, explore les univers de la mythologie, de la musique, de la poésie et de la science avec un émerveillement constant devant la nature.

## Distinctions
- Chevalière de l'ordre des Arts et des Lettres (1957)

## Expositions
- 1988 : Guidette Carbonell, harpies et totems (collages textiles), musée d'art et d'histoire de Meudon
- 2007 : Rétrospective Guidette Carbonell organisée par le musée des Arts décoratifs[4] à Paris, et en 2008 par le musée d'Art et d'Industrie de Roubaix [5] et le musée de la Céramique de Rouen[6].

## Œuvres répertoriées
- 1958 : Fresque " Les chasses royales" sur le mur extérieur de la salle des fêtes du lycée Marcel Roby (aujourd'hui lycée Jeanne d'Albret) de Saint Germain en Laye.

### Filmographie
- Katherine Tewe, Guidette Carbonell Art Textile, Katisa Productions, 2009, 10 minutes